# Fulton County (New York)
Fulton County je okres (county) amerického státu New York založený v roce 1838 rozdělením okresu Montgomery. Správním střediskem je sídlo Johnstown s 58 502 obyvateli v roce 2006.
Počet obyvatel: 55 435 (v roce 2006), 55 073 (v roce 2000)
Ženy: 50,8 % (v roce 2005)

## Sousední okresy
- sever – Hamilton
- východ – Saratoga
- jih – Montgomery
- západ – Herkimer